# Eulima conica
Eulima conica is een slakkensoort uit de familie van de Eulimidae. De wetenschappelijke naam van de soort is voor het eerst geldig gepubliceerd in 1887 door Verkrüzen fide Paetel.